# Aramaio
Aramaio község Spanyolországban, Arabában. Lakosainak száma 1381 fő (2024).

## Földrajza
Aramaio Legutio, Otxandio, Abadiño, Atxondo, Elorrio, Arrasate-Mondragón, Aretxabaleta, Eskoriatza és Leintz-Gatzaga községekkel határos.

## Népesség
A település lakosságának változását az alábbi diagram mutatja:
| Lakosok száma | 1447 | 1487 | 1490 | 1499 | 1496 | 1478 | 1502 | 1467 | 1456 | 1381 |
|               | 2001 | 2004 | 2006 | 2009 | 2011 | 2014 | 2016 | 2019 | 2021 | 2024 |